# 懷特黑德定理
在數學領域代數拓撲學的同倫論中，懷特海德定理說，拓撲空間X和Y之間的連續映射f，誘導出所有同倫群之間的同構，則當X和Y是連通，並都有CW複形的同倫型的時候，f是同倫等價。這條定理是J.H.C.懷特海德在1949年的兩篇重要論文中證明，給出理由以他在論文所引入的CW複形概念作為研究對象。

## 定理敘述
更準確而言，假設給定CW複形X和Y，各有基點x和y。給定連續映射
{\displaystyle f\colon X\to Y}
使得f(x) = y。考慮對於n ≥ 1 的誘導同態
{\displaystyle f_{*}\colon \pi _{n}(X,x)\to \pi _{n}(Y,y),}
在此 πn 對 n ≥ 1 是第n個同倫群。當 n = 0 ，這是道路連通分支間的映射，若假設X和Y是連通的，那麼這映射不具有基点，可以忽略掉。若同態 f* 都是同構，便稱 f 為一個弱同倫等價。懷特海德定理說對於連通CW複形，一個弱同倫等價是一個同倫等價。

## 有同構同倫群的空間未必是同倫等價
有一點要注意：單單假設對每個n ≥ 1都有πn(X)與πn(Y)同構，並不足以得出X和Y是同倫等價。定理中必需設有映射f : X → Y能同時誘導出所有同倫群的同構。例如令 X= S2 × RP3和Y= RP2 × S3。那麼X和Y有相同的基本群π1，即是Z2，也有相同的萬有覆疊空間，即是S2 × S3；因此它們有同構的同倫群（覆疊空間的投影誘導出對所有n ≥ 2的同倫群πn的同構）。不過，它們的同調群不同（可以從屈內特公式看出）；所以X和Y不是同倫等價。

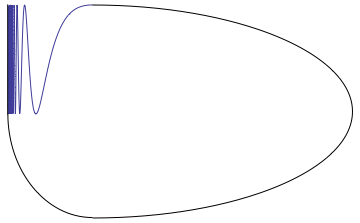
華沙圈

懷特海德定理對於一般拓撲空間不成立，甚至不對Rn的所有子空間成立。例如，華沙圈（Warsaw circle）是平面的子集，所有的同倫群都是零，但是從華沙圈到一點的映射不是一個同倫等價。將這定理推廣至更一般空間的研究，是形狀理論的一部份。